# Relaciones Andorra-Moldavia
Las relaciones Andorra-Moldavia son las relaciones diplomáticas entre el Principado de Andorra y la República de Moldavia.

## Descripción general
Las relaciones diplomáticas oficiales entre el Principado de Andorra y la República de Moldavia se establecieron oficialmente el 9 de octubre de 1996 en una ceremonia especial a la que asistieron varios diplomáticos en la que se firmó un memorando de entendimiento sobre el establecimiento de relaciones diplomáticas entre los dos países. La ceremonia tuvo lugar en Bruselas, la capital de Bélgica.
El comercio entre los dos países en 2018 alcanzó un valor de 264.290 dólares estadounidenses, todo el comercio son importaciones de Andorra y no hubo exportaciones de Moldavia a Andorra este año.

## Misiones diplomáticas
- Andorra no está representada en Moldavia, ni a nivel de embajadas ni de consulares.
- Moldavia no está representada en Andorra, tanto a nivel de embajada como a nivel consular.